# Historia natural del cáncer de mama
El cáncer de mama es casi siempre una proliferación acelerada e incontrolada de células del epitelio glandular de los conductos de la mama. Como en otros tumores malignos, estas células se caracterizan por presentar particularidades propias de las células embrionarias: son células des-diferenciadas que han aumentado sus capacidades reproductivas enormemente y que se han vuelto inmortales, es decir, no pueden envejecer. Tampoco suelen madurar, aunque con frecuencia se diferencian adoptando características propias de estirpes celulares diferentes a las de las células de las que proceden, lo que se conoce como metaplasia, un fenómeno por el que adquieren características que las acercan a las de las células totipotenciales.

## Etiologíadel cáncer de mama
Se conocen numerosos factores que son parcialmente responsables de la aparición del cáncer, pero en la mama no ha sido posible encontrar uno claramente dominante, algo que sí ha ocurrido con el cáncer de pulmón y el consumo de cigarrillos. Sin embargo existen factores estimulantes del cáncer de mama de importancia indiscutida, como ocurre con algunas hormonas sexuales, sobre todo estrógenos y progesterona. 
Es importante distinguir entre factores desencadenantes y estimulantes, ya que los últimos no son propiamente factores causales. Sin embargo es imprescindible tenerlos en cuenta dada la efectividad demostrada de los antiestrógenos en la prevención y el tratamiento de esta enfermedad. 
Debido al inexplicado aumento de la incidencia de esta neoplasia en los países occidentales desarrollados, algunos investigadores han establecido una relación entre la precocidad de la menarquia y el aumento anual de su incidencia. Un factor crucial que puede explicar el porqué de este aumento está relacionado con cambios en la dieta relacionados con el modo de vida en occidente. Quizá el simple aumento calórico en la dieta adelanta la menarquia, lo que expone a la mama a una situación de aumento del riesgo de contraer cáncer, ya que durante la primera fase de cada ciclo menstrual se produce una multiplicación de las mitosis en las células ductales de las mamas. Sin embargo es probable que los cambios en la dieta sean cualitativos (además de cuantitativos) y se relacionen con dietas ricas en grasas animales, una fuente potencial de xenoestrógenos. 
El factor o la combinación de factores que actúan como desencadenante primario del cáncer no ha sido todavía establecido de manera definitiva todavía. Pero sí sabemos que, sean cuales sean, están íntimamente relacionados con alteraciones en el DNA celular. Se invocan las mutaciones genéticas espontáneas o inducidas por diferentes agentes así como el fallo en los mecanismos reparadores del DNA dañado y el fracaso del sistema inmunocompetente en reconocer y eliminar las células cancerosas.

## Evolución de los carcinomas de mama

### El cáncer a escala local
El cáncer de mama, como el de otras localizaciones, parece comportarse siguiendo al menos dos patrones diferentes. En ocasiones prolifera lentamente sin invadir ni infiltrar, ocupando y ensanchando la luz de los ductos, y llegando formar un nódulo prominente que desplaza estructuras vecinas y pudiendo alcanzar gran tamaño sin dejar de ser un cáncer 'in situ'. Estos cánceres con frecuencia se convierten en infiltrantes después de que gran parte de su historia ha transcurrido como tumores 'in situ'. 
En otras ocasiones el cáncer infiltra los tejidos vecinos, rompiendo la membrana basal y se comporta como invasivo muy precozmente, cuando todavía es microscópico y no es posible identificarlo por ningún procedimiento diagnóstico (excepto por biopsia). 
La diferencia entre estos dos tipos es importante porque el diagnóstico precoz garantiza la curabilidad de la casi totalidad del primer tipo de cánceres, pero de un número limitado de los segundos. Además los tratamientos de cánceres 'in situ' de un tamaño mediano o pequeño, no requieren cirugía axilar, cosa que sí ocurre con los tumores infiltrantes, con el consecuente riesgo de linfedema del brazo. 
Cuando un cáncer de mama ha comenzado a invadir los tejidos vecinos el cáncer ha comenzado su diseminación. Al inicio las células forman grupos cerrados o 'nidos' y en ocasiones pueden verse a linfocitos que se disponen rodeando a estos 'nidos' o incluso dentro de ellos, lo que supone una forma de respuesta defensiva del organismo frente a lo que ha identificado como un agente extraño a él. La presencia de células tumorales dentro de vasos sanguíneos o vasos linfáticos supone una cierta agresividad o un grado relativamente avanzado de evolución tumoral, lo que empeora el pronóstico. 
La afectación de los tejidos vecinos al tumor puede ir más de la propia mama en sentido estricto del término: son los tumores localmente avanzados. Estos tumores han llegado a fijar la mama a la pared torácica, invadiendo la fascia subyacente (que corresponde al músculo pectoral) o la piel que cubre la mama. 
Cuando un tumor mamario crece lo suficiente da signos o síntomas que permiten sospechar su presencia. Cuando esto ocurre puede confirmarse su presencia e iniciar el tratamiento, lo que cambia la que sería la historia natural de ese tumor. Pero si un cáncer mamario es dejado a su libre evolución este va a poder seguir caminos diferentes. Una de las posibilidades es la de una evolución pausada, con una progresión predominantemente local. A su vez, el tumor puede adquirir un carácter infiltrativo o bien experimentar un crecimiento tumoral.
En el primer caso el tumor, después de haber ido aumentando de tamaño, comienza a tornarse más y más duro y a afectar a todos los planos de la mama, incluidas la pared torácica, con fascia, músculos y huesos y provocando la aparición de múltiples nódulos cutáneos (letálides). Con el tiempo se afecta toda o casi toda la mama, que llega perder volumen y a volverse muy dura al tacto, formando un todo sin solución de continuidad con piel y pared torácica. En las fases últimas puede aparecer una ulceración superficial o una fístula hacia los planos más profundos.
En el segundo caso el tumor aumenta de volumen. Aunque no tan tempranamente como en el anterior, suele también tener un componente infiltrante, extendiéndose a todos los planos de la mama, fijándola finalmente a la piel y /o a la pared torácica. Sin embargo, aquí el cáncer lo que hace es aumentar de volumen, pudiendo alcanzar los diez centímetros de diámetro o más.
En algunos casos los síntomas se deben a la presencia de metástasis mientras el tumor primitivo es todavía demasiado pequeño para ser identificado.
La evolución local de los tumores de mama puede llegar a ser causa directa de la muerte de la enferma. Aunque es raro en la práctica, una ulceración tumoral puede infectarse y una infección no tratada puede ser causa de muerte. Una ulceración que afecte a la pared torácica puede acabar afectando a la pleura y al pulmón y ser causa de complicaciones que terminen con la muerte.

### El cáncer en su diseminación ganglionar
El paso siguiente del tumor es la afectación ganglionar. En la mayoría de los casos se afecta un ganglio axilar concreto, que es la primera 'estación de paso' linfática hacia otros territorios. Este se conoce como 'ganglio centinela'. En la mayoría de casos el ganglio centinela se sitúa en la región axilar del mismo lado que el seno afecto. Sin embargo a veces un tumor mamario elige un camino poco usual, extendiéndose a la cadena de ganglios del territorio de vena mamaria interna, que se sitúa a lo largo del borde del esternón, por detrás de la pared torácica. En otras ocasiones, también poco comunes, el cáncer se 'salta' al ganglio centinela y alcanza a ganglios de 'estaciones' situadas más allá. Y, por último, a veces existe más de un ganglio centinelas (de dos a cuatro.)
Independientemente de cuál sea el tipo de evolución local, la progresión por la vía del sistema linfático puede ir cumpliéndose a ritmos muy diferentes de un caso a otro. El pronóstico se ensombrece cuando el número de ganglios axilares aumenta y también cuando existe algún 'ganglio estallado', es decir, cuando el cáncer ha invadido masivamente un ganglio, le ha hecho crecer infiltrando todas sus capas e incluso ha invadido los tejidos vecinos.
Los primeros en afectarse son los ganglios locorregionales, que son los situados en la propia mama (ganglios intramamarios), los axilares y los situados en relación anatómica con los pectorales. Más allá están los supraclaviculares, los del cuello y los del mediastino, cuya afectación empeora todavía más el pronóstico.
La afectación ganglionar aislada puede ser causa de la muerte si se produce una afectación masiva de los ganglios del mediastino y un bloqueo linfático que termina en afectación difusa del intersticio pulmonar con derrames en ambas pleuras.

### Las metástasis
La aparición de metástasis a distancia suele señalar el principio del fin. En algún caso la aparición de metástasis solitarias posibilita que su extirpación sea un procedimiento relativamente eficaz, pero estos casos, que pueden verse con alguna frecuencia en otro tipo de tumores, no son habituales en la mama, ya que cuando se detectan suelen ser numerosas y están más extendidas de lo que parece.
La corriente es que la causa de la muerte tenga lugar cuando se han producido múltiples metástasis a distancia, principalmente en hígado, pulmones, huesos y cerebro.
Hay diversos factores dietéticos y de estilo de vida que pueden influir en la aparición y evolución de un cáncer de mama, por ejemplo, el ejercicio reduce la incidencia de cáncer en las mujeres que tienen una mutación en los genes BRCA1 y BRCA2, que participan en la reparación del ADN dañado, y una dieta con pocas grasas, y el evitar la auto-medicación con suplementos dietéticos, tratamientos de herbolario y otras 'medicinas alternativas', ayuda en los casos de cáncer ya desarrollado. Se ha descrito que un compuesto que existe en las coles de Bruselas, el brócoli y el repollo/berza, el 3,3[primo]-diindolilmetano, puede estimular el crecimiento de las células de cáncer de mama sensibles a los Estrógenos. (PMID 25048790)